# ルジンドール
ルジンドール(Luzindole)またはN-アセチル-2-ベンジルトリプタミン(N-acetyl-2-benzyltryptamine)は、体内でのメラトニンの役割を研究するために用いられる化学物質である。ルジンドールは、MT1に対するMT2へのアフィニティが約11から25倍も大きい選択的なメラトニン受容体のアンタゴニストとして作用する。動物実験では、抗うつ効果を示すとともに、概日リズムを乱す働きが観察された。